# Colin McLeod Robertson
Colin McLeod Robertson (7 de mayo de 1870-2 de julio de 1951) fue un deportista británico que compitió en vela en la clase 12 Metre. Participó en los Juegos Olímpicos de Londres 1908, obteniendo una medalla de plata en la clase 12 Metre.

## Palmarés internacional
| Juegos Olímpicos | Juegos Olímpicos      | Juegos Olímpicos | Juegos Olímpicos |
| Año              | Lugar                 | Medalla          | Clase            |
| ---------------- | --------------------- | ---------------- | ---------------- |
| 1908             | Londres (Reino Unido) | Medalla de plata | 12 Metre         |